# Olivier Cavé
Olivier Cavé (* 18. Dezember 1977 in Martigny) ist ein italienisch-schweizerischer klassischer Pianist.

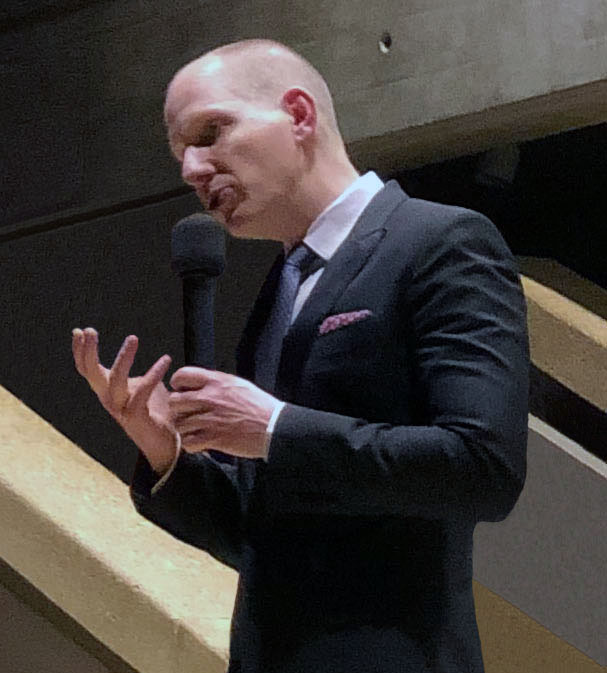
Olivier Cavé 2019 in Martigny

## Biographie
Olivier Cavé begann mit viereinhalb Jahren Klavier zu spielen; er wurde von Gabrielle Sola unterrichtet. Er studierte an den Konservatorien von Sitten und Lausanne, wo er bei Christian Favre mit dem Klavierdiplom abschloss. Er nahm an Meisterkursen von Maria Lilia Bertola in Mailand, Nelson Goerner in Genf und Maria Tipo in Fiesole teil. Anschliessend studierte er zweieinhalb Jahre bei Aldo Ciccolini in Italien und Frankreich.
Er begann seine Karriere im Alter von 14 Jahren 1991 bei der Fondation Gianadda in Martigny mit einem Konzert der Camerata Lysy unter der Leitung von Yehudi Menuhin.
Im Juni 2000 war Olivier Cavé Finalist des Concours Clara Schumann in Düsseldorf. 2002 spielte er auf RAI das 1. Klavierkonzert von Ludwig van Beethoven als Teil einer Reihe der Beethoven-Klavierkonzerte zum 70. Geburtstag von Maria Tipo. Er wurde von der Scala in Mailand zur Wiedereröffnung des Museums und der Bibliothek eingeladen, wo er Franz Liszts Operntranskriptionen auf einem Klavier spielte, das einst Liszt gehörte.
2011 unternahm er eine Tournee durch die USA, hauptsächlich an der Ostküste, wo er ein Programm mit dem Titel «Il Pianoforte Italiano» präsentierte. Er gab zudem Meisterkurse an der Duke University in Durham und an der West Virginia University in Morgantown. Anschliessend gab er im Februar 2012 sein Debüt mit dem San Francisco Symphony Orchestra unter Rinaldo Alessandrini.
Im August 2012 gab er sein Debüt am Festival International de Piano de La Roque d’Anthéron in Frankreich, 2013 am Gstaad Menuhin Festival und 2014 an der Frick Collection in New York.
Olivier Cavé hat mit Künstlern wie Alexis Weissenberg, Menahem Pressler, Arie Vardi, Howard Griffiths, Tibor Varga, Barbara Hendricks und Isabelle Huppert zusammengearbeitet und ist als Solist u. a. mit den Düsseldorfer Symphonikern, dem London Soloists Chamber Orchestra, dem Galileo Galilei Orchestra von Fiesole, dem Zürcher Kammerorchester, dem Orchestre de Chambre de Lausanne und dem Kammerorchester Basel aufgetreten. Er hat an so bekannten Aufführungsorten wie dem Teatro alla Scala in Mailand, dem Teatro Olimpico in Rom, der Tonhalle in Zürich, der Phillips Collection in Washington, der Davies Symphony Hall in San Francisco und dem Teatro La Fenice in Venedig gespielt. Während der Ära von Barack Obama hat er mehrmals im Weissen Haus in Washington gespielt.
Olivier Cavé wohnt in Moutier; er hat neapolitanische Wurzeln. Er schätzt Miles Davis und Nina Simone, unter den klassischen Pianisten vor allem Arturo Benedetti Michelangeli. Sein Hobby ist kreatives Kochen; dabei verletzte er sich Anfang 2018 an der linken Hand und musste zwei Monate lang aufhören, Klavier zu spielen. Stark beeinflusst hat ihn nach eigener Aussage die Mäzenin Edith Dor, die entscheidend für seine Karriere gewesen sei.

## Diskographie
2004 erschien sein erstes Album, Réflexions, mit Werken von Ludwig van Beethoven, Domenico Scarlatti und Robert Schumann (Deutsche Grammophon).
2008 veröffentlichte er sein erstes Album auf dem Label Æon mit Werken von Domenico Scarlatti. Sein zweites, 2010 bei Æon erschienenes Album mit Kompositionen von Muzio Clementi wurde von Kritikern vielfach gelobt und erhielt verschiedene Auszeichnungen: 5 goldene Stimmgabeln (Diapason d’or) des Magazins Diapason, 4 Sterne des Magazins Classica sowie die Bestbenotung des japanischen Magazins Geijutsu Records.
Nach den italienischen Komponisten wandte sich Cavé 2013 mit seinem neuen Album Johann Sebastian Bach zu. 2015 wurde sein nächstes, Joseph Haydn und Domenico Scarlatti gewidmetes Album (noch auf Æon) von Forbes zur Nr. 1 der 10 besten klassischen Aufnahmen für das Jahr 2015 gewählt.
2016 veröffentlichte er auf dem Label Alpha Classics sein nächstes Album, mit Kompositionen von Wolfgang Amadeus Mozart. 
Er arbeitete dabei mit dem italienischen Dirigenten Rinaldo Alessandrini zusammen und erhielt den Choc de Classica.
Sein siebtes Album, 2018 wiederum auf Alpha Classics veröffentlicht, ist Joseph Haydn und Ludwig van Beethoven gewidmet. Es wurde während eines Konzerts in der Salle Gaveau in Paris offiziell vorgestellt.
Sein bisher (Ende 2020) letztes Album mit Beethovens ersten beiden Klavierkonzerten wurde 2020 auf Alpha Classics veröffentlicht. Die Aufnahme mit der Kammerakademie Potsdam unter Patrick Hahn erhielt einen Clef d’Or des französischen Magazins ResMusica. Die für Oktober 2020 geplante offizielle Lancierung mit einem Konzert in der Salle Gaveau musste wegen der COVID-19-Pandemie abgesagt werden.